# 東京都立小笠原高等學校
27°6′0.62″N 142°11′57.33″E / 27.1001722°N 142.1992583°E
東京都立小笠原高等學校（日语：東京都立小笠原高等学校）位於日本東京都小笠原村父島，為一公立高中。

## 沿革
- 1969年4月24日 設立小笠原高中。
- 1987年4月　遷移至現今所在位置。
- 1994年2月13日 天皇明仁及皇后美智子到校參訪。

## 教學方針
- 全日制
  - 普通高中

## 外部連結
- （日語） 東京都立小笠原高中官方網站 （页面存档备份，存于）

1. ↑  http://www.kyoiku.metro.tokyo.jp/administration/statistics_and_research/list_of_public_school/school_lists2019.html; 检索日期: 2020年1月16日.